# Pondokómi
Pondokómi, en grec moderne : Ποντοκώμη,  est un village du dème de Kozáni, district régional de Kozáni, en Macédoine-Occidentale, Grèce.
Selon le recensement de 2011, la population du village compte 1 116 habitants.